# 曽谷理華
曽谷 理華（そたに りか、4月16日 - ）は、日本の女性声優。京都府出身。現在フリーで活動している。以前はネクシードに所属していた。

## 経歴
青ニ塾（大阪校）、ネクシード付属養成所＆（アンド）東京校卒業。

## 人物
趣味はお菓子作り、ソーイング、手芸。

## 出演作品

### 吹き替え

#### 映画
- アイスブレイカー　超巨大氷山崩落（ガリーナ、ニーナ 他）
- インデムニティ 陰謀の国家（ウェズリー）[1]
- VETERAN ヴェテラン（ガター）
- 更年奇的な彼女（すれ違う女）
- コンティニュー（観音 / グァン・イン〈セリーナ・ロー〉）
- ザ・コマンドー（ジェニファー　他）[1]
- 三国志 呂布 鬼神伝（使用人女２、他）
- シーフォーミー（ソフィの母、ブルックス、アプリの音声）
- シーワールドZ（クリスティ、エレン）[1]
- ブータン 山の教室（ペマ 他）[1]

#### ドラマ
- 秘密結社ベネディクト団（マルチナ・クロウ）
  - 秘密結社ベネディクト団 シーズン2（マルチナ・クロウ、バウアー 他）
- HARLEM（クラブ客 他）
  - HARLEM（ポーラ、カウンテス　他）
- 未成年裁判（コ・ヘリム）
- ラブアイランドUSA 水着で恋するラスベガス編（シュール）

#### アニメ
- キャッチ!ティニピン（ララピン）[1][2]
  - キラキラ キャッチ!ティニピン（ララピン）[2]

### 舞台
- 街道筋（ナザーロヴナ）[1]